# Ik (rivier)
De Ik (Russisch: Ик) is een 571 km lange zijrivier van de Kama in het Wolga-Oeral gebied van Europees Rusland. Niet te verwarren met de Bolsjoj Ik, die in de Sakmara uitmondt.

## Verloop
De Ik ontspringt op een hoogte van ongeveer 320 meter op de Boegoelma-Belebeierhoogte, 13 km noordoost van Prijoetovo en 16 km ten zuiden van Belebei. Na een kort traject in zuidwestelijke richting door Basjkortostan buigt de stroom naar het noorden en vormt over 40 km de grens met de Oblast Orenburg. Daarna is de rivier hemelsbreed over 150 km de grens tussen Basjkortostan en Tatarstan.
Ze stroomt langs de steden Oktjabrski en Musljoemovo en komt in een wirwar van kronkels aan de zuidoostkant in de riviervlakte terecht waardoor ook de Kama stroomt. Bij Menzelinsk komt de Ik in het Nizjnekamsk-stuwmeer terecht en vloeit daar samen met de Kama. De waterstand ligt hier rond 62 meter boven zeeniveau. De gezamenlijke riviervlakte van Kama en Ik is circa 10 km breed. Het stuwmeer is hier grotendeels minder dan 2 meter diep omdat het handhaven van de oorspronkelijk geplande waterhoogte op 68 meter boven zeeniveau, is gestaakt.
Belangrijkste zijrivieren van de Ik zijn de Oessen, Dymka, Mellja en Menselja. De laatste stroomt tegenwoordig in het stuwmeer uit.

## Hydrografie
Het stroomgebied is ongeveer 18.000 km². De rivier is ondiep en vooral in het laatste deel sterk meanderend. De Ik is tussen eind november en begin april bevroren.  De gemiddelde waterafvoer bedraagt bij het dorp Nagaibakovo in de middenloop 45,5 m³/s.

## Infrastructuur
In de nabijheid van de monding in het stuwmeer is de Ik bevaarbaar.
Het gebied waar de rivier doorheen stroomt is grotendeels in gebruik als landbouwgrond en vrij dicht bevolkt. De grootste stad is Oktjabrski op de rechteroever. De kleinere steden Abdulino, Bavli en Tuimasi liggen aan zijriviertjes, op slechts enkele km van de Ik. Aan de boven- en middenloop bevinden zich opslagtanks voor aardolie.
Aan de bovenloop wordt de Ik tussen Abdulino en Prijoetovo gekruist door de spoorlijn van Samara via Oefa naar Omsk. Bij Oktjabrski kruist de lijn van Insa via Oeljanovsk naar Tsjisjmi de river, evenals de M-5 van Moskou via Samara naar Tsjeljabinsk. De M-7 van Moskou naar Kazan gaat bij het dorp Poissejevo over de Ik.

## Afbeelding
Middenloop bij het dorp Toemoetoek: lage linkeroever aan de kant van Tatarstan, hoge rechteroever van Basjkirostan